# Rupert Vansittart
Rupert Nicholas Vansittart (Cranleigh, Surrey, 10 februari 1958) is een Engels acteur. Hij heeft in diverse films, televisieseries en theaterstukken gespeeld, veelal in komische rollen.
Bij het grote publiek is Vansittart vooral bekend door zijn rol als Mr. Hurst in de BBC-serie Pride and Prejudice uit 1995. Vansittart werkte ook met Rowan Atkinson, zowel in Mr. Bean als in The Thin Blue Line, en speelde mee in succesvolle series als Doctor Who en Game of Thrones.
Tussen 1992 en 2010 was hij ook te zien in 75 afleveringen van de populaire serie Heartbeat als Lord Charles Ashfordly, een landheer van Ashfordly Hall. De serie speelde zich af in de jaren zestig.